# Carrapicho
Carrapicho – brazylijski zespół muzyczny powstały w 1980 roku w Manaus. Głównym celem powstania grupy było pokazanie bogactwa kultury Amazonii, a szczególnie jej muzyki. Zespół znany jest głównie z przeboju „Tic, Tic Tac”, który znalazł się na płycie Fiesta De Boi Bumba wydanej w 1996 przez RCA International.

## Historia zespołu
Od 1980 do 1996 grupa działała na poziomie regionalnym. W 1996 w trakcie prac filmowych w Itacoarze grupę poznał Patrick Bruel związany z 14 Records. Postanowił on wesprzeć zespół, który tego samego roku wydał płytę Fiesta De Boi Bumba. Współpraca zaowocowała światową trasą koncertową i 15 milionami sprzedanych płyt. Od roku 1983 grupa wydała ponad 20 albumów, ostatni nosi tytuł „Ritmo Quente” (2004). Obecnie zespół liczy 15 członków i działa nadal w Brazylii.

## Członkowie
- Zezinho Corrêa (zm. 6 lutego 2021 roku)[2]
- Raimundo Nonato do Nascimento
- Robertinho Martins Chaves
- Otávio Rodrigues da Silva
- Edson Ferreira do Vale
- Carlinhos Bandeira
- Ronalto Jesus

## Dyskografia
- 1983 – Grupo Carrapicho – Continental
- 1985 – Grupo Carrapicho – Continental
- 1987 – Forró Gingado – Continental
- 1988 – Êita! Chegou a Hora – Continental
- 1989 – Com Jeitinho Doce – Continental
- 1992 – Sacolejo – Continental
- 1993 – 13 anos de Sucesso – Continental
- 1993 – Baticundum – Independente
- 1995 – Bumbalanço – Independente
- 1996 – Grandes Sucessos – Independente
- 1996 – Festa do Boi Bumbá – BMG
- 1997 – Rebola – BMG
- 1998 – Quero Amor – BMG
- 2000 – Trem de Marrakesh- Universal Music
- 2001 – Gente da Floresta – Universal Music
- 2002 – Carrapicho no Forró -Universal Music
- 2004 – Ritmo Quente – Som Brasil/Som Livre